# فرودگاه شهری مارش‌فیلد (ویسکوزین)

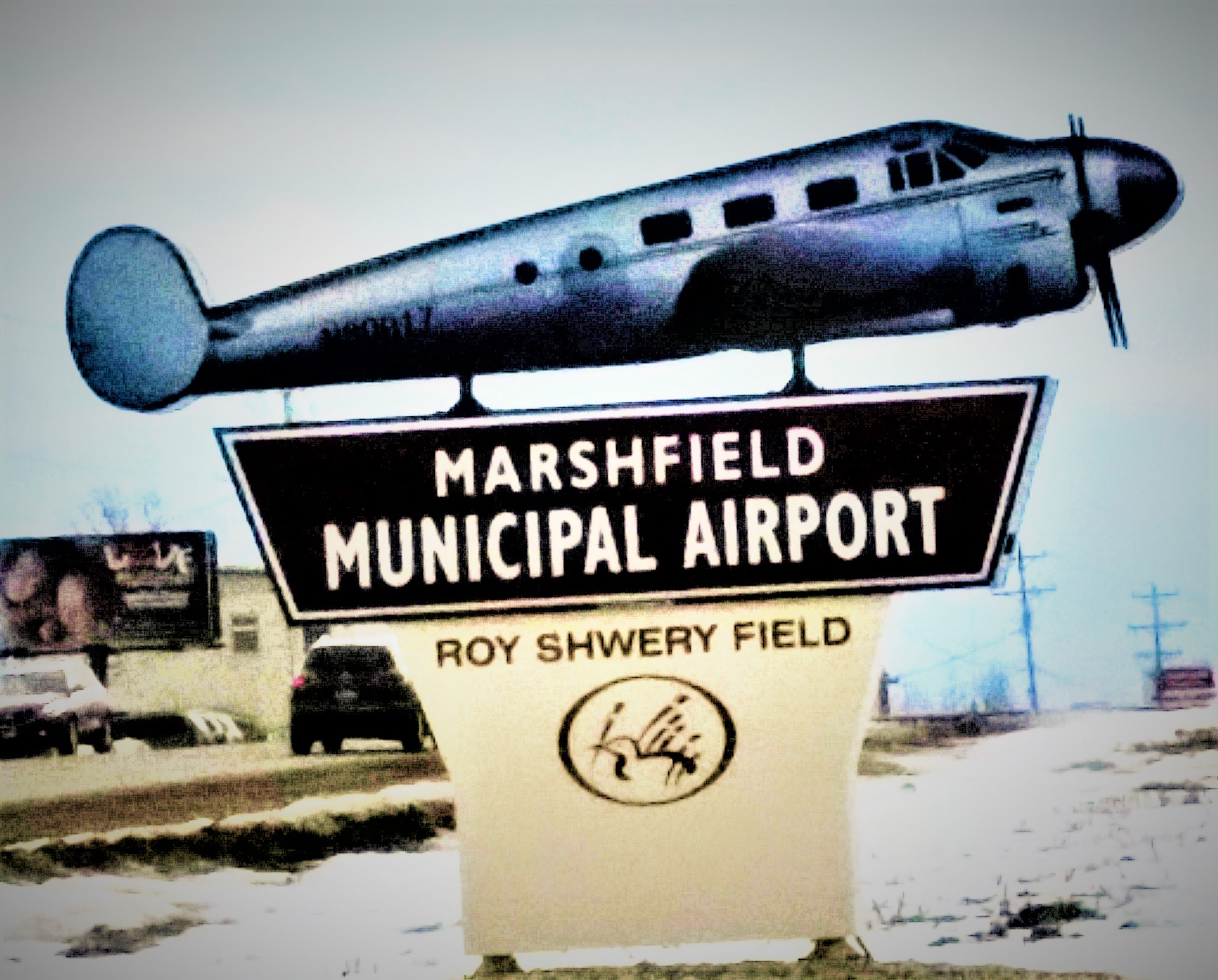
فیتابلو راهنمایی فرودگاه شهری مارش فیلد

فرودگاه شهری مارش‌فیلد (ویسکوزین) (به انگلیسی: Marshfield Municipal Airport (Wisconsin)) یک فرودگاه عملیاتی با کد یاتا MFI است که یک باند فرود آسفالت دارد و طول باند آن ۱۵۲۴ متر است. این فرودگاه در شهر مارشفیلد، ویسکانسین کشور ایالات متحده آمریکا قرار دارد و در ارتفاع ۳۸۹٫۲ متری از سطح دریا واقع شده‌است.